# James Horner
James Horner (14 tháng 8 năm 1953 - 22 tháng 6 năm 2015) là một nhà soạn nhạc, nhạc trưởng giao hưởng và nhạc sĩ sáng tác nhạc phim người Mỹ. Ông được người ta biết đến với khả năng tích hợp của các yếu tố hợp xướng và điện tử trong nhiều nhạc phim của mình, và việc ông sử dụng thường xuyên các yếu tố âm nhạc Celt.

## Tiểu sử
James Horner sinh ngày 14 tháng 8 năm 1953 ở Los Angeles, là con trai của nhà thiết kế sản xuất Harry Horner. Ông là người đồng sáng tác với nhạc sĩ Will Jennings ca khúc "My Heart Will Go On" - nhạc phim Titanic. Bài hát giúp ông mang về hai giải Oscar cho Ca khúc nhạc phim xuất sắc năm 1998. Ngoài ra, ông còn là đồng tác giả của các bản nhạc phim nổi tiếng của hơn 100 bộ phim, trong đó phải kể đến "If We Hold On Together", "I Want to Spend My Lifetime Loving You" hay "I See You". Horner được coi là cộng sự thân thiết của đạo diễn James Cameron. Ngoài Titanic, cả hai còn cộng tác với nhau trong các phim Avatar và Aliens. Ông cũng đang thực hiện sáng tác nhạc cho hai phần tiếp theo của phim Avatar.
Hồi 9 giờ 30 phút sáng (giờ địa phương) ngày 22 tháng 6 năm 2015, chiếc máy bay do James Horner điều khiển bất ngờ đâm xuống rừng quốc gia Los Padres, nam California, Hoa Kỳ. Máy bay rơi khiến phi công chết ngay tại chỗ và một khu vực bị bốc cháy.